# Mord for åbent tæppe
Mord for åbent tæppe er en dansk kriminalfilm fra 1964, instrueret af Ebbe Langberg og skrevet af Tørk Haxthausen.

## Medvirkende
- Susse Wold
- Preben Mahrt
- Gunnar Lauring
- Paul Hagen
- Peter Steen
- Ole Wisborg
- Carl Ottosen
- Ebbe Langberg
- Gunnar Lemvigh
- Arthur Jensen
- Bent Vejlby
- Willy Rathnov
- Mogens Brandt
- Olaf Ussing
- Inger Stender
- Inge Ketti